# М'єркуря-Чук
М'єркуря-Чук (рум. Miercurea Ciuc) — місто у повіті Харгіта в Румунії, що має статус муніципію. Адміністративно місту підпорядковані такі села (дані про населення за 2002 рік):
- Жигодін-Бей (57 осіб)
- Харгіта-Бей (246 осіб)
- Чиба (179 осіб)

Місто розташоване на відстані 215 км на північ від Бухареста, 80 км на північ від Брашова.

## Населення
За даними перепису населення 2002 року у місті проживали 42 029 осіб.
Національний склад населення міста:
| Національність            | Кількість осіб | Відсоток |
| ------------------------- | -------------- | -------- |
| угорці                    | 34359          | 81,8 %   |
| румуни                    | 7274           | 17,3 %   |
| цигани                    | 262            | 0,6 %    |
| німці                     | 48             | 0,1 %    |
| чанго                     | 29             | 0,1 %    |
| росіяни-липовани          | 11             | < 0,1 %  |
| українці                  | 6              | < 0,1 %  |
| серби                     | 3              | < 0,1 %  |
| греки                     | 3              | < 0,1 %  |
| італійці                  | 3              | < 0,1 %  |
| євреї                     | 2              | < 0,1 %  |
| татари                    | 1              | < 0,1 %  |
| словаки                   | 1              | < 0,1 %  |
| болгари                   | 1              | < 0,1 %  |
| поляки                    | 1              | < 0,1 %  |
| не вказали національність | 15             | < 0,1 %  |

Рідною мовою назвали:
| Мова                  | Кількість осіб | Відсоток |
| --------------------- | -------------- | -------- |
| угорська              | 34671          | 82,5 %   |
| румунська             | 7264           | 17,3 %   |
| німецька              | 28             | 0,1 %    |
| російська             | 13             | < 0,1 %  |
| циганська             | 12             | < 0,1 %  |
| італійська            | 5              | < 0,1 %  |
| українська            | 3              | < 0,1 %  |
| сербська              | 2              | < 0,1 %  |
| грецька               | 2              | < 0,1 %  |
| татарська             | 1              | < 0,1 %  |
| словацька             | 1              | < 0,1 %  |
| польська              | 1              | < 0,1 %  |
| не вказали рідну мову | 18             | < 0,1 %  |

Склад населення міста за віросповіданням:
| Релігія                                       | Кількість осіб | Відсоток |
| --------------------------------------------- | -------------- | -------- |
| римо-католики                                 | 31129          | 74,1 %   |
| православні                                   | 6302           | 15,0 %   |
| реформати                                     | 3118           | 7,4 %    |
| унітарії                                      | 864            | 2,1 %    |
| греко-католики                                | 82             | 0,2 %    |
| не релігійні                                  | 61             | 0,1 %    |
| лютерани (Синодально-пресвітеріанська церква) | 59             | 0,1 %    |
| баптисти                                      | 38             | 0,1 %    |
| адвентисти                                    | 33             | 0,1 %    |
| лютерани (Аугсбурзького сповідання)           | 19             | < 0,1 %  |
| атеїсти                                       | 19             | < 0,1 %  |
| п'ятдесятники                                 | 13             | < 0,1 %  |
| бретрени                                      | 13             | < 0,1 %  |
| старообрядці                                  | 7              | < 0,1 %  |
| мусульмани                                    | 3              | < 0,1 %  |
| юдеї                                          | 2              | < 0,1 %  |
| не вказали релігію                            | 37             | 0,1 %    |

## Дозвілля та спорт
У місті розташований льодовий палац імені Лайоша Вакара — домашня арена місцевого хокейного клубу «Чиксереда».